# Agatea rufotomentosa
Agatea rufotomentosa är en violväxtart som först beskrevs av Baker f., och fick sitt nu gällande namn av Jérôme Munzinger. Agatea rufotomentosa ingår i släktet Agatea och familjen violväxter. Inga underarter finns listade i Catalogue of Life.